# Serica leigongshanica
Serica leigongshanica är en skalbaggsart som beskrevs av Ahrens 2005. Serica leigongshanica ingår i släktet Serica och familjen Melolonthidae. Inga underarter finns listade i Catalogue of Life.